# Kurzia setiformis
Kurzia setiformis là một loài rêu tản trong họ Lepidoziaceae. Loài này được (De Not.) J.J. Engel & R.M. Schust. miêu tả khoa học lần đầu tiên năm 1976.